# 러시아 대 스페인 (2018년 FIFA 월드컵)
2018년의 러시아 대 스페인은 2018년 7월 1일에 치러진, 2018년 FIFA 월드컵 결선 토너먼트 16강전의 세 번째 경기였다. 120분 동안의 치열한 접전 끝에 승부차기에서 러시아 측 이고리 아킨페예프의 선방으로 승부차기 점수 4–3으로 러시아가 8강에 진출하였다. 경기 후 이고리 아킨페예프는 맨 오브 더 매치에 선정되었다.
이 결과로 스페인은 4번의 월드컵 승부차기 중 3번을 패배하였고(1986년 벨기에전 패, 2002년 아일랜드전 승, 2002년 대한민국전 패), 여전히 FIFA 월드컵에서 개최국을 상대로 승리를 거두지 못하였다(1934년 이탈리아전 0-1 패, 1950년 브라질전 1-6 패, 2002년 대한민국전 승부차기 패).

### 상세 정보
| 스페인                                       | 1 – 1 (연장전) | 러시아                                      |
| -------------------------------------------- | -------------- | ------------------------------------------- |
| 이그나셰비치 12′ (자책골)                    | 리포트         | 주바 41′ (페널티)                           |
| 승부차기                                     |                |                                             |
| 이니에스타 · 피케 · 코케 · 라모스 · 아스파스 | 3 – 4          | 스몰로프 · 이그나셰비치 · 골로빈 · 체리셰프 |

| 스페인 | 러시아 |

| GK              | 1  | 다비드 데 헤아         |     |      |
| RB              | 4  | 나초                   |     | 70′  |
| CB              | 3  | 제라르드 피케          | 40′ |      |
| CB              | 15 | 세르히오 라모스 (주장) |     |      |
| LB              | 18 | 조르디 알바            |     |      |
| CM              | 8  | 코케                   |     |      |
| CM              | 5  | 세르지오 부스케츠      |     |      |
| RW              | 21 | 다비드 실바            |     | 67′  |
| AM              | 22 | 이스코                 |     |      |
| LW              | 20 | 마르코 아센시오        |     | 104′ |
| CF              | 19 | 디에고 코스타          |     | 80′  |
| 교체 선수:      |    |                        |     |      |
| MF              | 6  | 안드레스 이니에스타    |     | 67′  |
| DF              | 2  | 다니 카르바할          |     | 70′  |
| FW              | 17 | 이아고 아스파스        |     | 80′  |
| FW              | 9  | 로드리고               |     | 104′ |
| 감독:           |    |                        |     |      |
| 페르난도 이에로 |    |                        |     |      |

| GK                      | 1  | 이고리 아킨페예프 (주장) |     |     |
| SW                      | 4  | 세르게이 이그나셰비치    |     |     |
| CB                      | 3  | 일리야 쿠테포프          | 54′ |     |
| CB                      | 13 | 표도르 쿠드랴쇼프        |     |     |
| RWB                     | 2  | 마리우 페르난지스        |     |     |
| LWB                     | 18 | 유리 지르코프            |     | 46′ |
| CM                      | 19 | 알렉산드르 사메도프      |     | 61′ |
| CM                      | 11 | 로만 조브닌              | 71′ |     |
| CM                      | 7  | 달레르 쿠자예프          |     | 97′ |
| CF                      | 22 | 아르툠 주바              |     | 65′ |
| CF                      | 17 | 알렉산드르 골로빈        |     |     |
| 교체 선수:              |    |                          |     |     |
| DF                      | 14 | 블라디미르 그라나트      |     | 46′ |
| MF                      | 6  | 데니스 체리셰프          |     | 61′ |
| FW                      | 10 | 표도르 스몰로프          |     | 65′ |
| MF                      | 21 | 알렉산드르 예로힌        |     | 97′ |
| 감독:                   |    |                          |     |     |
| 스타니슬라프 체르체소프 |    |                          |     |     |

| 최우수 선수: 이고리 아킨페예프 (러시아) 부심: 산더르 판 루컬 (네덜란드) 에르빈 제인스트라 (네덜란드) 대기심: 클레망 튀르팽 (프랑스) 후보 대기심: 니콜라 다노스 (프랑스) 비디오 판독심: 다니 마켈리 (네덜란드) 보조 비디오 판독심: 파베우 길 (폴란드) 마르크 보르슈 (독일) 펠릭스 츠바이어 (독일) |

## 같이 보기
- 프랑스 대 아르헨티나
- 벨기에 대 일본